# 역사화

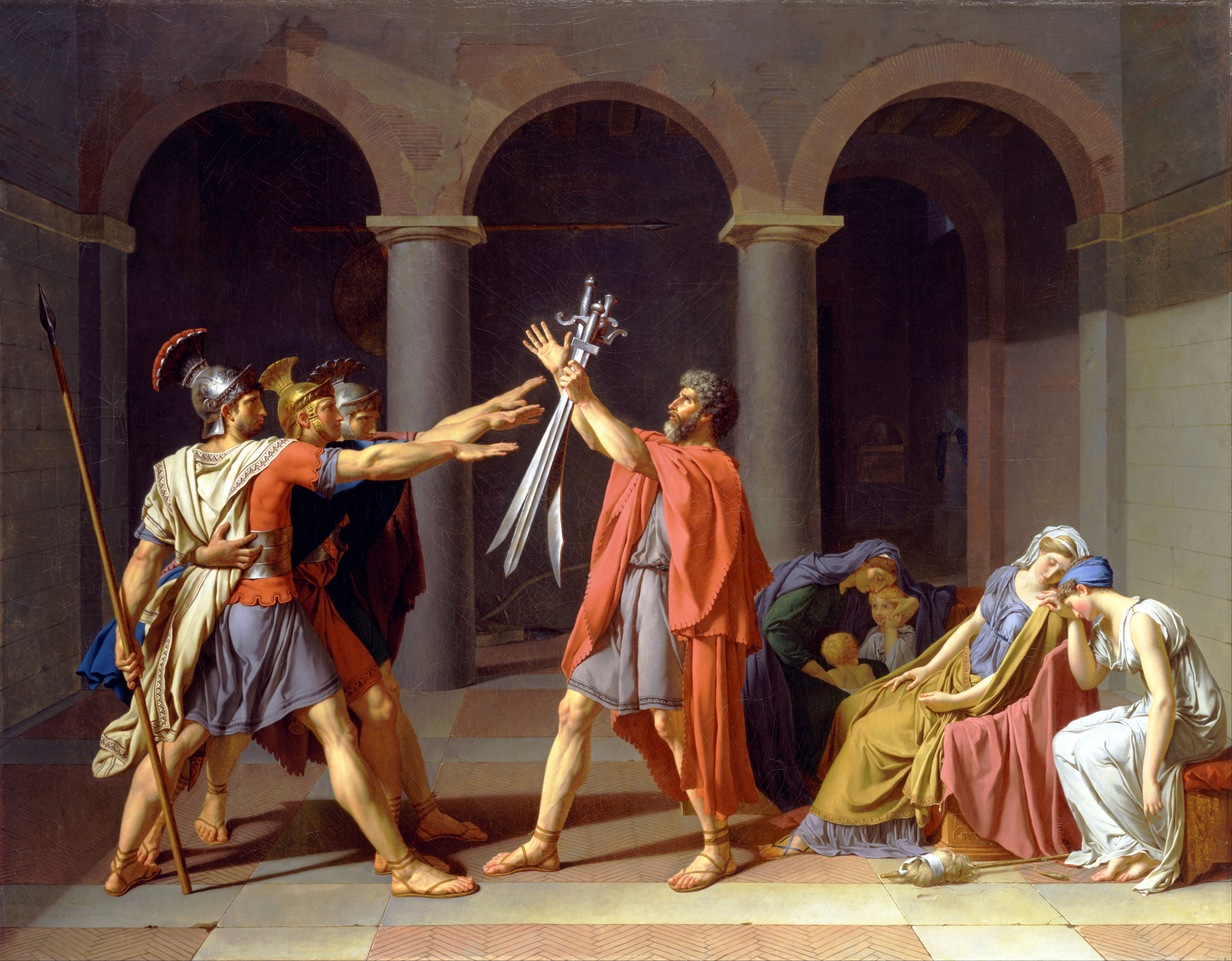
자크루이 다비드의 〈호라티우스 형제의 맹세〉는 호라티우스 삼형제가 로마 제국을 위해 목숨을 바치겠다고 맹세하며 로마식 경례를 하는 로마 신화의 한 장면을 회화화한 것이다.

카를 브률로프의 〈폼페이 최후의 날〉는 서기 79년의 베수비오 화산 분화로 인한 폼페이의 멸망을 묘사한 것이다.

역사화(歷史畵, 영어: history painting)는 역사적인 사건을 대상으로 한 회화를 가리키는 말로, 신화나 종교와 관련된 회화 또한 역사화에 포함되기도 한다. 역사화는 '역사적'인 사건을 묘사하는 그림이기 때문에, 역사화를 그리는 화가는 실제로 본 것이 아닌 관련 정보를 바탕으로 한 시각적인 모습의 상상을 통해 회화를 그린다.
넓게는 신화·전설 등의 사건을 그린 것도 포함되며 또 작가와 같은 시대의 사건을 그린 그림도 포함되는 수가 있다. 제재가 되는 사건은 그 민족주지의 사건으로 가끔 사건의 중심인물로 활약하는 민족적 영웅이 등장하며 거기에는 일종의 이상화된 표현도 가해진다. 그러므로 역사화의 의의는 사실에 충실하기 보다는 사건의 역사적인 중대성이나 장면의 극적구성에 있다. 역사화 내지는 같은 양식을 가진 채색부조의 기원은 전승(戰勝)을 기념·찬양하는 전승국의 그것으로서, 수메르와 이집트 등 고대로 소급될 수도 있으나 대표적인 예로는 폼페이에서 출토한 <알렉산더 모자이크>일 것이다. 중세에 와서 한때 중단되었으나 14세기 이탈리아에서 그리기 시작하자 다시 넓게 전파되어 17∼19세기 초에는 유럽의 아카데미에서 회화의 가장 고귀한 과제가 되었다. 그러나 시대적으로 격차가 있는 사건을 정확하게 재현하고자 노력한 기록적 역사화는, 서양에서는 19세기에 이르러서야 겨우 시작되었고 이것도 인상주의 대두 이후 급속히 쇠퇴하고 말았다.

## 같이 보기
- 회화
- 역사